# Ninfei di Roma
Oltre alle fontane monumentali note dai resti archeologici, le fonti antiche ricordano l'esistenza di alcuni ninfei nella città  di Roma di incerta localizzazione.
- Nymphea tria: citati nei Cataloghi regionari nella XIII delle regioni cittadine (Aventinus) e costituiti forse da tre fontane; sono di localizzazione incerta[1].
- Ninfeo di Flavio Filippo, noto da tre iscrizioni che commemorano il restauro effettuato dal praefectus urbi Flavio Filippo (391). Dal luogo di ritrovamento delle iscrizioni il monumento doveva trovarsi nei pressi dell'attuale palazzo del Grillo[2].
- Nympheum Iovis, citato anch'esso nei Cataloghi regionari nella VII regione (via Lata), di localizzazione incerta.